# ぼくは勉強ができない
『ぼくは勉強ができない』（ぼくはべんきょうができない）は、1993年刊行の山田詠美の小説。「新潮」1991年5月号掲載の表題作をはじめとした、9篇の連作小説。鳥羽潤主演で映画化された。2015年刊の文春文庫版には書き下ろしの続編「四半世紀後の秀美くん」が収められた。
17歳の主人公が学校を窮屈に感じながらも凛々しく生きる、高校生小説。

## あらすじ
17歳のサッカー好きの高校生 時田秀美は勉強はできないが、女性にはよくもてる。
しかし、どこか学校での居心地の悪さを感じ、窮屈さを悩みつつも解決していく。

## 書籍
- 山田詠美『ぼくは勉強ができない』新潮社、1993年3月30日。ISBN 9784103668060。
- 山田詠美『ぼくは勉強ができない』新潮社〈新潮文庫〉、1996年3月1日。ISBN 9784101036168。
- 山田詠美『ぼくは勉強ができない』文藝春秋〈文春文庫〉、2015年5月8日。ISBN 9784167903619。

## 映画
1996年6月8日に公開された。

### キャスト
- 時田秀美 - 鳥羽潤（小3の秀美：崎本大海）
- 武田真理 - 山口紗弥加
- 桜井先生 - 高橋和也
- 時田仁子 - 高泉淳子
- 時田隆一郎 - 高松英郎
- 桃子 - 佐藤忍
- 川久保一 - 松嶋亮太
- 植草昇 - 志萱一馬
- 山野舞子 - 重光絵美
- 脇山茂 - 永本恵樹
- マスター - 綾田俊樹
- 川久保の父 - ひさうちみちお
- 奥村先生 - 山崎一
- 佐藤先生 - 有薗芳記
- 保健室の先生 - 秋本奈緒美（特別出演）

など

### スタッフ
- 監督 - 山本泰彦
- 脚本 - 中瀬梨香
- 原作 - 山田詠美
- 製作総指揮 - 市毛るみ子、松下千秋
- 製作 - 大里洋吉、山本久、久板順一朗、寺尾和明
- プロデューサー - 森重晃、宅間秋史、野村敏哉、大桑仁
- 企画 - 山本泰彦事務所
- 撮影 - 石川三明
- 美術 - 河野博
- 音楽 - 菅野よう子
- 音楽プロデューサー - 金橋豊彦
- 主題歌 - ボクらは何処へ行くのだろう/psycho babys
- 録音 - 北原慶昭
- 照明 - 佐野武治
- 編集 - 前田智子
- 助監督 - 杉山泰一
- 製作 - アミューズ、フジテレビジョン、TSUTAYAグループ
- 配給 - 東宝

### 受賞歴
- 第20回日本アカデミー賞（1997年）
  - 新人俳優賞 - 鳥羽潤[3]